# آلن رابرت

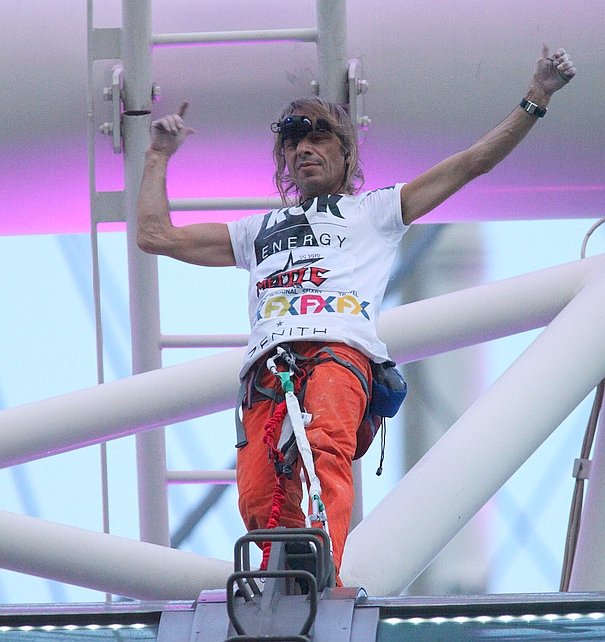

آلن رابرت (به انگلیسی: Alain Robert) (متولد ۷ اوت ۱۹۶۲)، سنگ نورد، کوه‌نورد، معروف به مرد عنکبوتی در فرانسه به دنیا آمد.
وی که بیشر از ۷۰ ساختمان بسیار بزرگ در سراسر دنیا را بدون پوشیدن دستکش و تنها با استفاده از کفش‌های کوهنوردی بالا رفته بود، به بزرگترین صعود خود، در ۲۸ مارس ۲۰۱۱ جامه عمل پوشانده از برج خلیفه به ارتفاع ۸۲۸ متر در دوبی که بلندترین آسمانخراش در جهان می‌باشد به چالاکی بالا رفته و در کمتر از شش ساعت خود را به بالای برج رساند.
هدف فعلی آلن رابرت، صعود به بلندترین ساختمان ترکیه و اروپا می‌باشد. آلن رابرت که شهرت زیادی در صعود بدون تجهیزات به ساختمان‌های عظیم جهان از جمله برج ایفل، امپریال استیت، و برج‌های دوقلوی پتروناس پیدا کرده سال گذشته در سالگرد دهمین سال صعود خود بر فراز برج‌های دوقلو مجدداً تصمیم به صعود از دیوار بیرونی این برج گرفت.